# Жолдишешти (Алба)
Жолдишешти (рум. Joldișești) насеље је у Румунији у округу Алба у општини Соходол. Oпштина се налази на надморској висини од 967 m.

## Становништво
Према подацима из 2002. године у насељу је живело 14 становника, од којих су сви румунске националности.